# 홍콩의학박물관

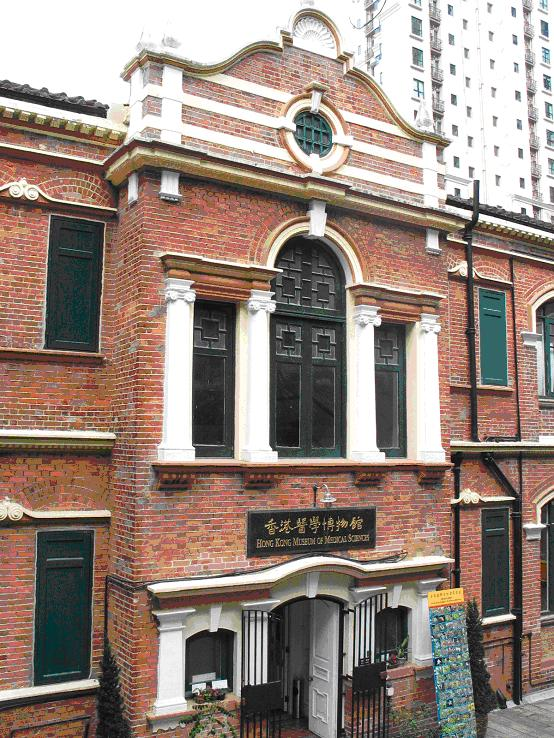
홍콩의학박물관

홍콩의학박물관(香港醫學博物館, Hong Kong Museum of Medical sciences)는 홍콩 홍콩섬 성완 케인 레인 2번에 있는 3층 짜리 에드워드 양식 건물이다.
박물관의 목표는 홍콩 의료 산업의 성장에 대한 역사 관련 유물들을 모으고 보존하는 것을 촉진하는 것이다. 때때로 박물관 측에서 의료 정보와 소식을 전하기 위해 전시회를 열기도 한다. 주요 목표들 중 하나는 홍콩 의료 역사에 대한 대중의 관심을 높이고 건강과 질병에 대해 가르치는 것이다.

## 역사
현재 홍콩의학박물관으로 사용되는 건물은 1906년에 지어졌다. 세균학 협회로 설계된 건물은 제2차 세계 대전 후 병리학 협회로 이름이 바뀌었다. 해당 건물은 라이&오렌지 측이 설계했다.
홍콩에서의 첫 세균학 실험실이었던 본 건물은 벽돌로 지어졌고 세 구역을 포함한다. 주요 구역은 지하실이 딸린 2층 건물이다. 나머지 구역들은 각각 기숙사와 동물 보존을 위해 쓰였다.
1972년 해당 협회는 빅토리아 로드로 이전했고 본 건물은 보건부 병리학부 창고로 쓰였다.
본 건물은 1990년 유산으로 지정된 후 1996년 3월 16일 개관했다.

## 교통
성완역 남서쪽에 도보로 걸어갈 거리 만큼 떨어져 있다.

## 사진

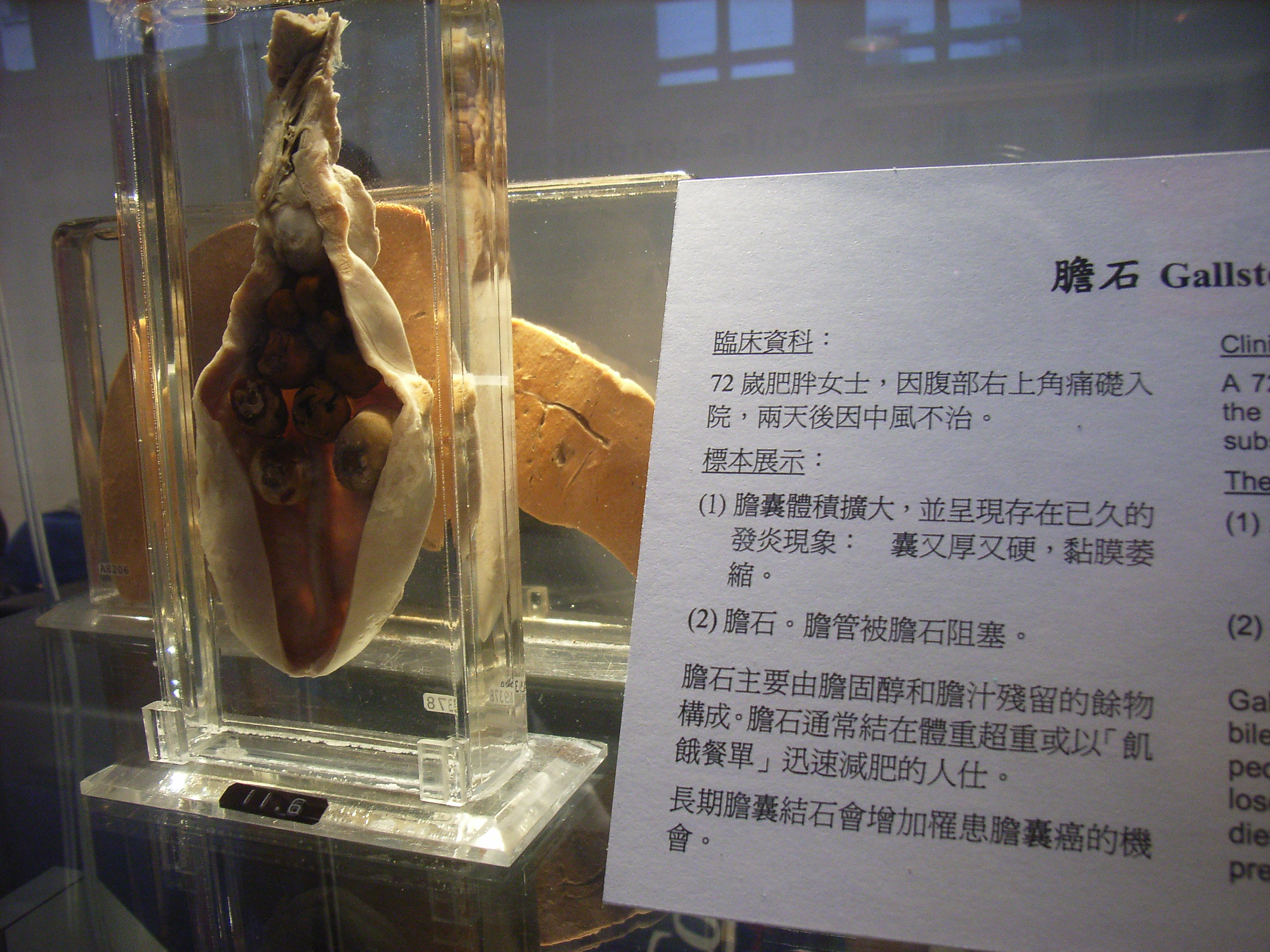
A specimen in the museum
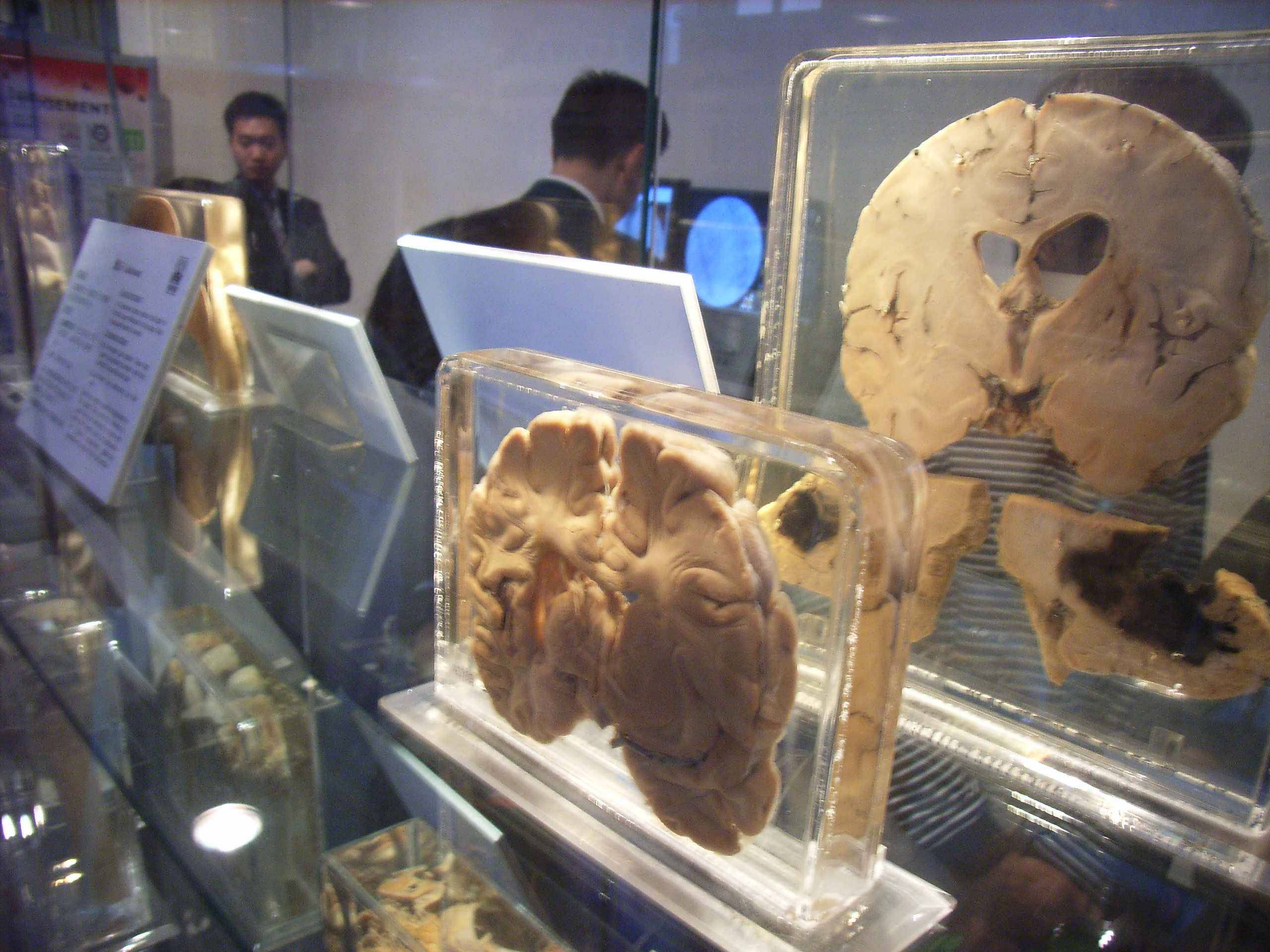
Another specimen in the museum
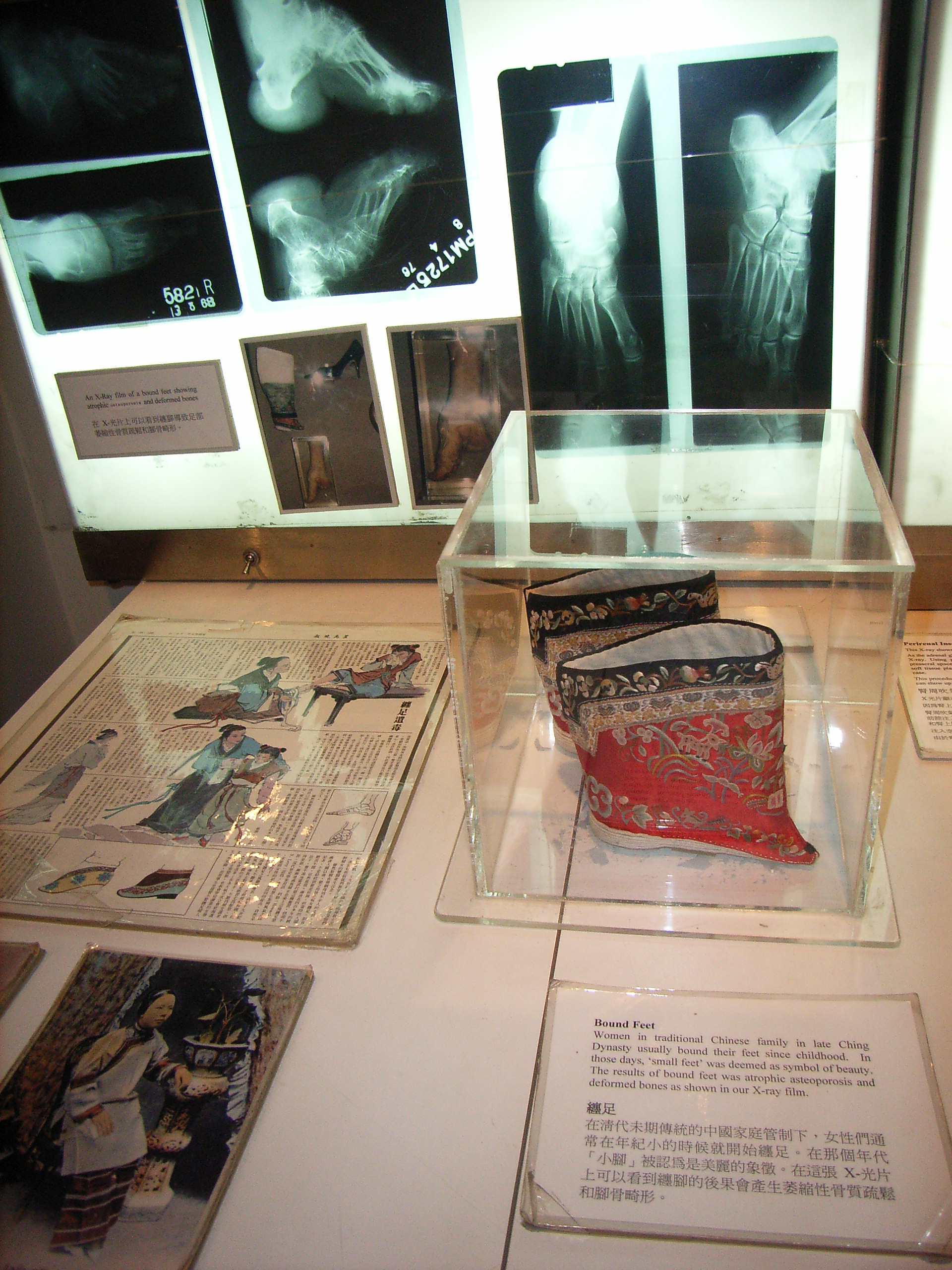
An exhibit in the museum: Bound Feet
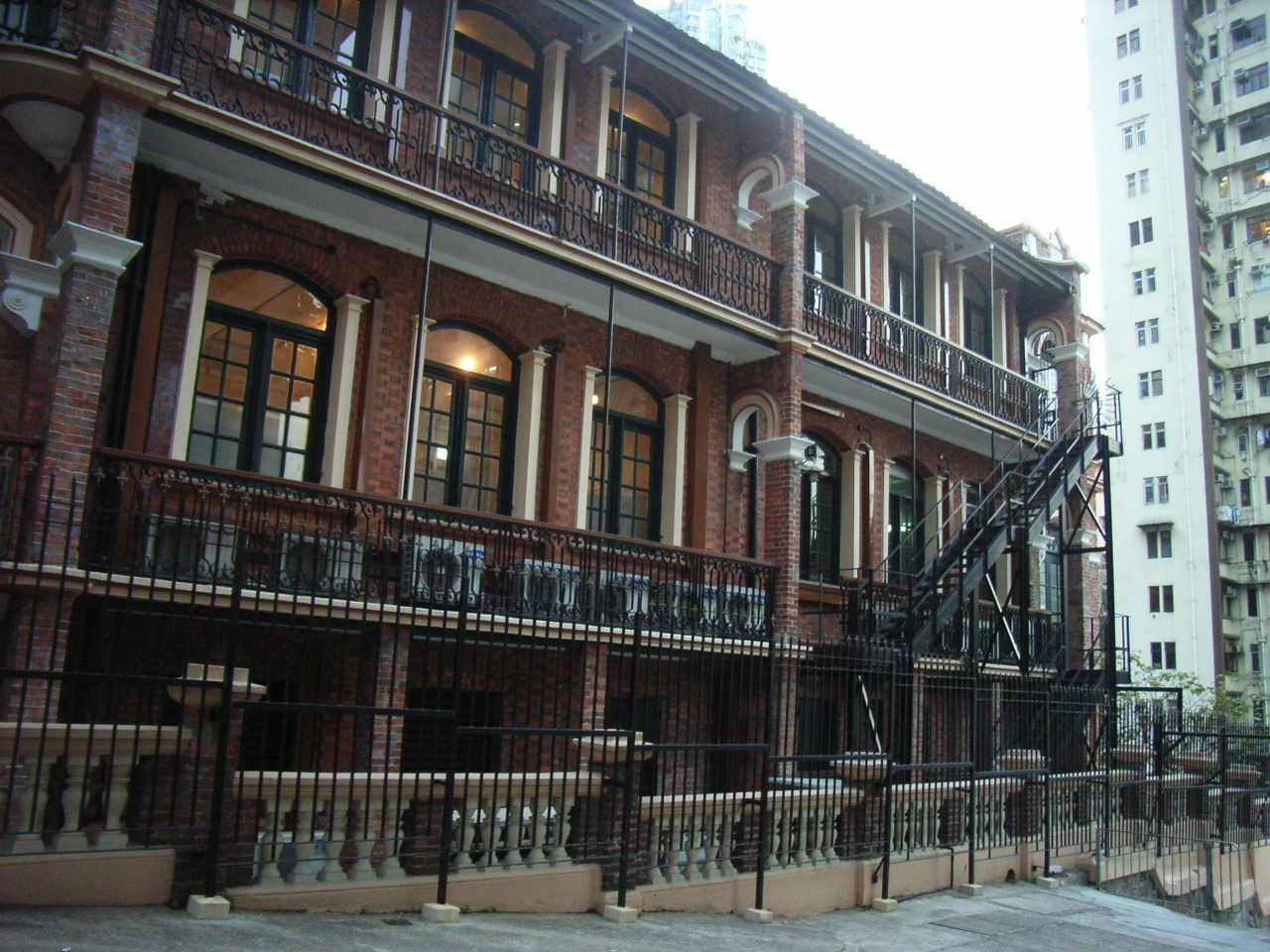
An exit of the museum
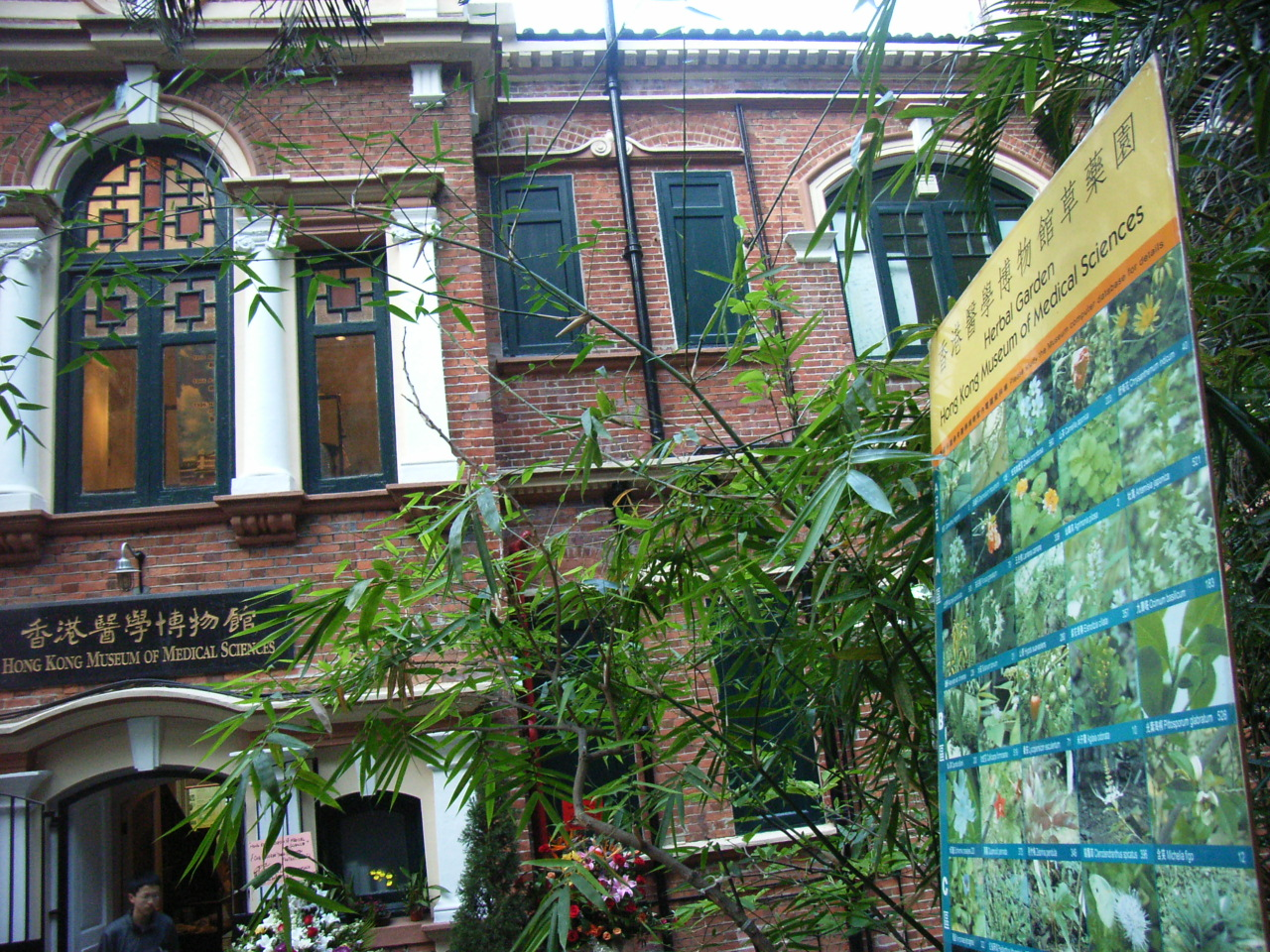
The museum and its herbal garden
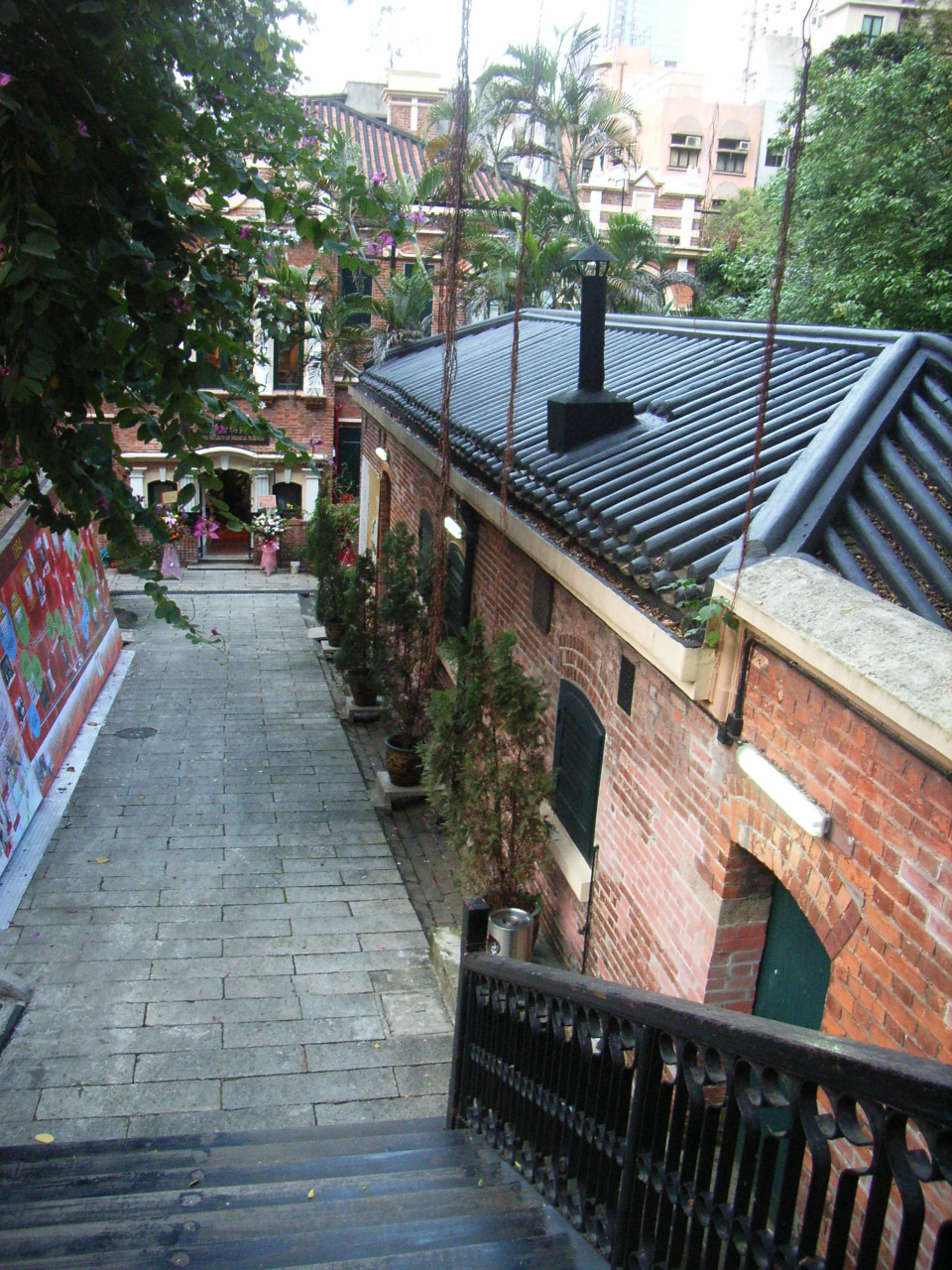
An entrance of the museum
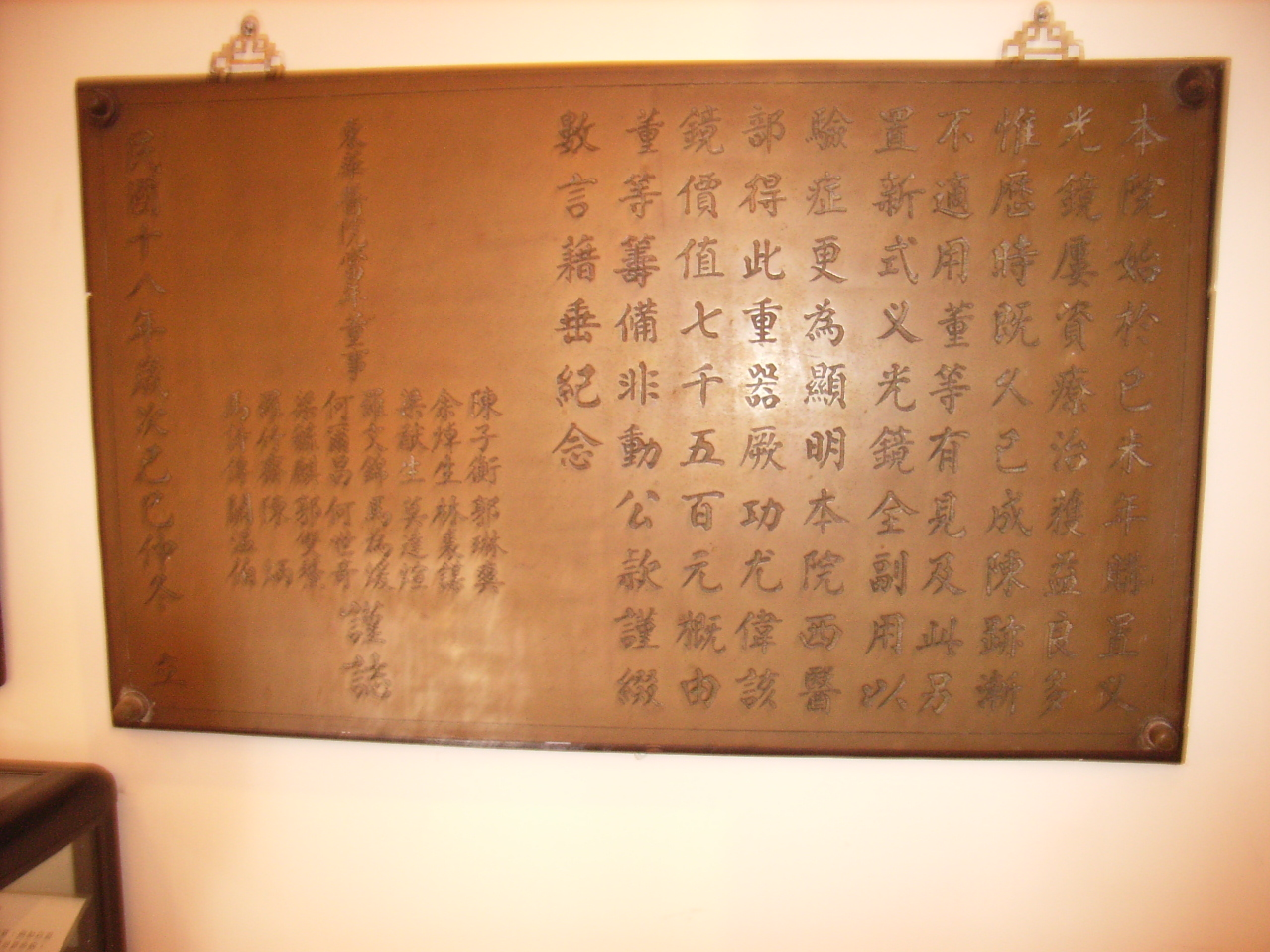
Tung Wah Group of Hospitals' Gallery
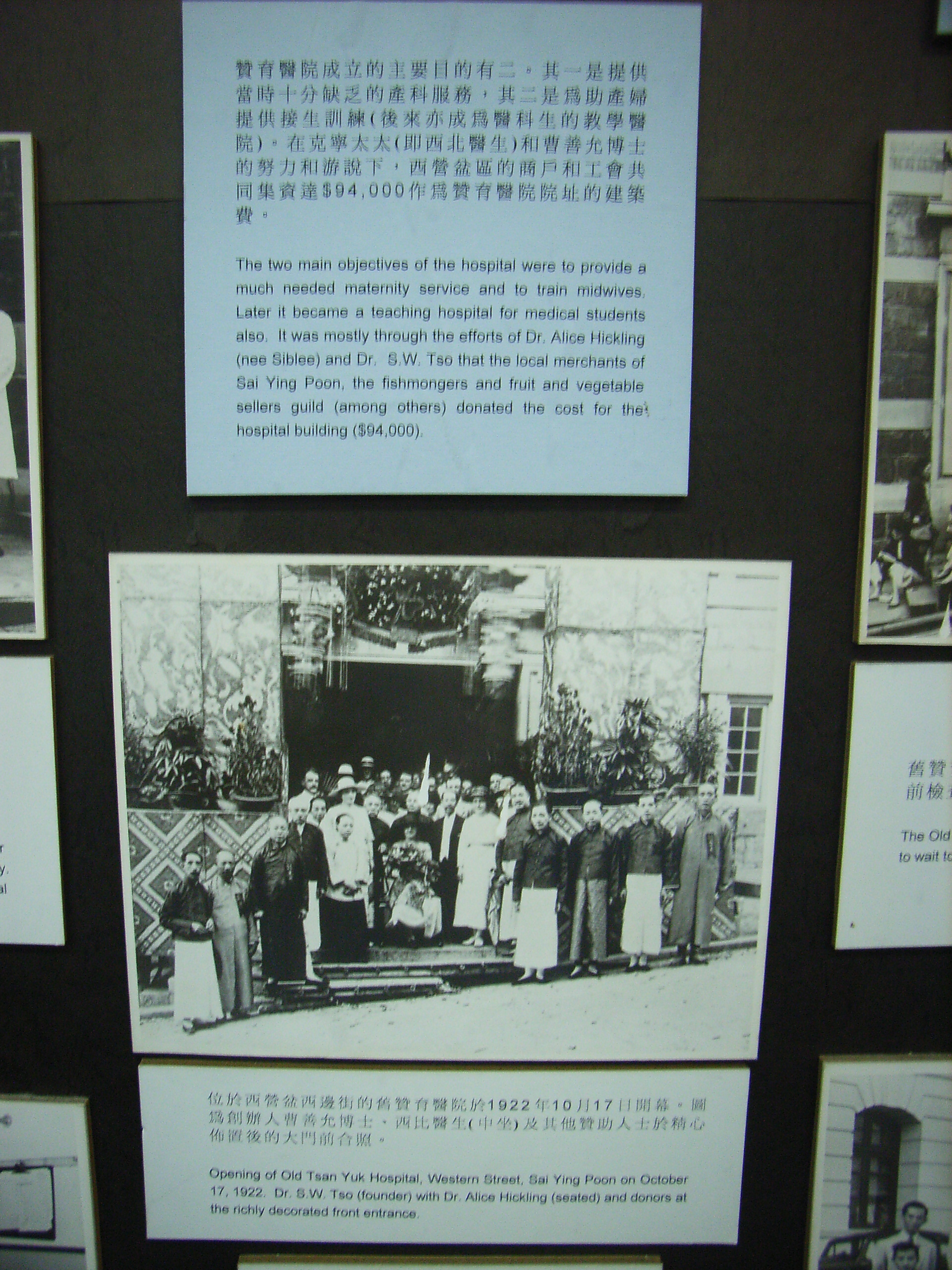
The exhibits explain the history of Tsun Yuk Hospital

## 같이 보기
- 홍콩의 보건